# Алгоритъм за търсене
В областта на компютърните науки, алгоритъмът за търсене е алгоритъм, който се използва за търсене на конкретна зададена структура от данни. Търсенето е фундаментална дейност при разработването на софтуер, например за извличане на информация от база данни, и затова са вложени много усилия за разработването на ефективни алгоритми, за изпълнението на тази задача. Търсените елементи могат да се такива, които се съхраняват поотделно като записи в база данни; или могат да бъдат елементи от дадено пространство на търсенето, което се дефинира с помощта на математическа формула или процедура, като например корените на уравнение с цели числа, или могат да бъдат комбинация от двете, като например хамилтоновия път на даден граф.